# Shimotsuma
Shimotsuma (下妻市 -shi) é uma cidade japonesa localizada na província de Ibaraki. Em 2020 a cidade tinha uma população estimada em 42 521 habitantes e uma densidade populacional de 525,7 h/km². Tem uma área total de 80,88 km2. Recebeu o estatuto de cidade a 1 de Junho de 1954.